# 단바촌
단바촌(일본어: 丹波村)은 교토부 나카군에 있던 촌이다.

## 역사
- 1889년 4월 1일 - 정촌제 시행에 의해 6촌, (1촌은 분리)의 구역을 가지고 성립하였다.
- 1927년 3월 7일 - 기타단고 지진이 발생해. 약 300명의 공녀가 일하는 제사 공장이 압착되어 30명만 살아남는 피해가 발생하였다.
- 1955년 1월 1일 -  미네야마정, 요시와라촌, 니야마촌, 고카촌과 합병해, 새로운 미네야마정이 성립, 동일 단바촌은 폐지되었다.

## 교통

### 철도
일본 국유철도 미야즈선(현 교토단고철도 미야토요선)이 촌을 통과했지만 역은 존재하지 않았다. 

## 참고문헌
- 「角川日本地名大辞典」編纂委員会『角川日本地名大辞典 26 京都府』角川書店、1982年